# Martinet de la Ramonde
Le Martinet de la Ramonde (en occitan : Lo Martinet de la Ramonda) est un martinet situé sur la commune de La Bastide-l'Évêque, en Aveyron, qui utilisait la force de l'eau pour battre le cuivre, afin de fabriquer des ébauches de marmites, marmitons et autres ustensiles ou outils.

## Histoire

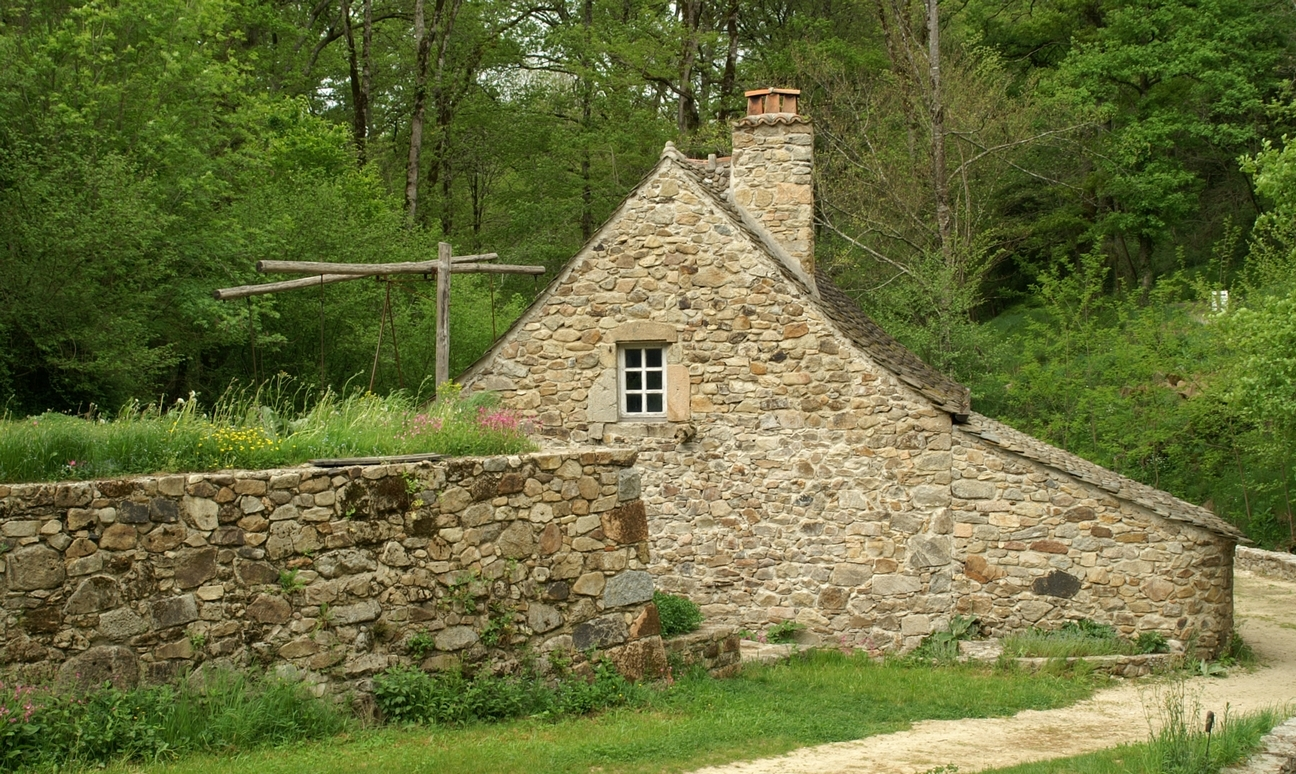
Le Martinet de la Ramonde

La création par Alphonse de Poitiers en 1252 de la bastide de Villefranche-de-Rouergue attira une population qui trouva dans l'artisanat, et en particulier dans le travail du cuivre, des moyens de subsistance. Or les chaudronniers de Villefranche avaient besoin pour satisfaire leur clientèle grandissante d'un matériau déjà dégrossi : la coupe. Celle-ci était l'ouvrage des martinet. La Bastide-l'Évêque et la vallée du Lézert constituaient un endroit propice à l'installation de martinets, avec ses pentes boisées, ses eaux plus facilement maîtrisables que celles de l'Aveyron, et la proximité de Villefranche-de-Rouergue. De plus, la commune est située à proximité d'une zone d'extraction minière. C'est ainsi que sur ce ruisseau s'installèrent près de treize martinets différents. Leur activité se serait éteinte progressivement dans la vallée pour disparaître dans le courant du XIXe siècle. Le Martinet de la Ramonde aurait, quant à lui, fonctionné jusqu'en 1845, quoique sûrement au ralenti. À l'heure actuelle, certains martinets ont été réaménagés en habitations, d'autres sont toujours en ruines.

## Mécanisme

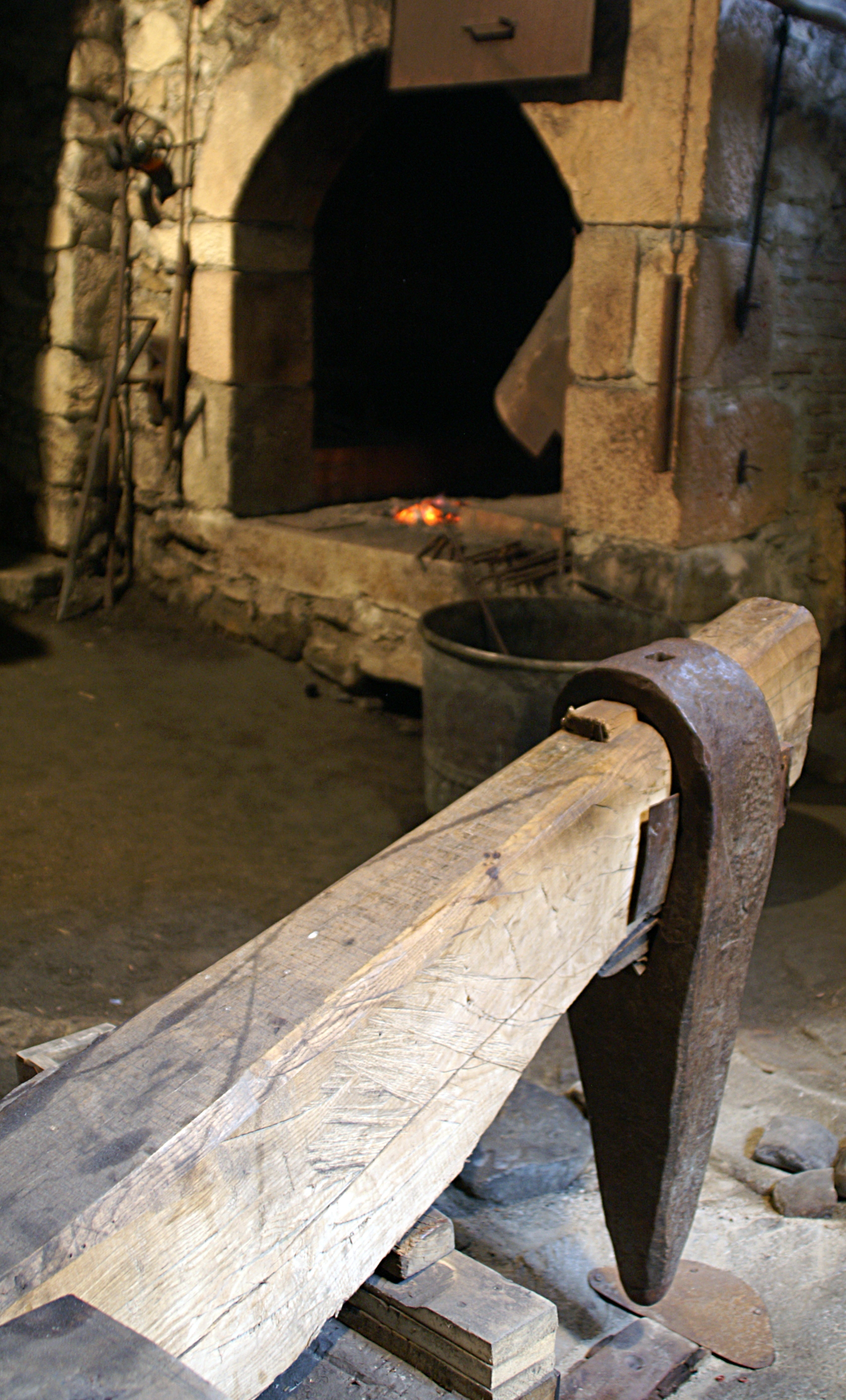
Le Martinet de la Ramonde, le marteau, et la forge au second plan

La force hydraulique permet d'actionner deux roues à aubes différentes. La première permet d'enclencher un gros soufflet attisant la braise pour fondre ou chauffer le cuivre. La deuxième actionne un énorme marteau à bascule, ou martinet, qui frappe le cuivre pour le travailler. Il s'agit d'une usine entièrement traditionnelle, qui fonctionne actuellement.

## La restauration
Complètement abandonné durant de longues années, le Martinet de La Ramonde a subi, à partir de 1994, de lourds travaux de restauration grâce aux bénévoles de l'association « Les Martinets du Lézert », composée principalement d'habitants de la commune. L'association assure maintenant la visite du martinet. Un second martinet dit de « Labro » a lui aussi été restauré et accueille maintenant un petit musée consacré à l'histoire des martinets de La Bastide-l'Évêque.